# Greatest Hits Volume II ("Weird Al" Yankovic)
Greatest Hits Volume II è una raccolta delle canzoni di "Weird Al" Yankovic che include le sue più conosciute canzoni non incluse in "Weird Al" Yankovic's Greatest Hits, più il singolo inedito Headline News.

## Tracce
1. Headline News - 3:46
2. Bedrock Anthem - 3:40
3. You Don't Love Me Anymore - 4:01
4. Money for Nothing/Beverly Hillbillies - 3:08
5. Achy Breaky Song - 3:23
6. UHF (single version) - 3:49
7. Smells Like Nirvana (alternative solo) - 4:47
8. Jurassic Park - 3:35
9. This Is the Life - 2:59
10. Polka Your Eyes Out - 4:46
11. Yoda - 3:56
12. Christmas at Ground Zero - 3:07

## Musicisti
- "Weird Al" Yankovic - fisarmonica, tastiera, cantante
- Steve Jay - basso, coro
- Jim West - chitarra, coro
- Rubén Valtierra - tastiera
- Jon "Bermuda" Schwartz - batteria